# Beeselse Lijst
De Beeselse Lijst is een lokale politieke partij in de gemeente Beesel in de Nederlandse provincie Limburg.

## Geschiedenis
De Beeselse lijst werd op 12 december 1989 onder de huidige naam opgericht. Voordien stond de partij bekend als lijst Heldens, opgericht in 1981. De naamsverandering werd doorgevoerd om meer draagvlak te krijgen in de gemeente Beesel.

## Politieke stroming
Zoals zoveel lokale partijen is de Beeselse Lijst niet rechts en niet links. Men kan spreken van een middenpartij.

## Vertegenwoordigers
De Beeselse Lijst heeft vanaf 2018 een wethouder en drie raadsleden. Patrick Jacobs is fractievoorzitter, het tweede lid is Job Nijssen en het derde lid is Rob Ambaum. Marcel Roelofs is net als in de periode 2018-2022 ook in de huidige periode wethouder.

## Huidige plaats in de gemeenteraad
Tijdens de verkiezingen van maart 2022 behaalde de Beeselse Lijst 862 stemmen, ongeveer 200 minder dan vier jaar er voor. Dit resulteerde in drie zetels, evenveel als in de voorgaande raadsperiode.
| Partij         | stemmen | Zetels |
| -------------- | ------- | ------ |
| CDA            | 1855    | 5      |
| VLP            | 1338    | 4      |
| Samen Verder   | 1130    | 3      |
| Beeselse Lijst | 862     | 3      |

De gemeenteraad in de gemeente Beesel bestaat uit vijftien zetels en het college van de gemeente Beesel heeft drie wethouders.